# Couple en vol
Couple en vol est une fresque antique trouvée dans la maison des Dioscures à Pompéi et conservée au musée archéologique national de Naples.

## Histoire et description
La fresque a été réalisée entre les années 62 et 79, donc entre le tremblement de terre et l'éruption du Vésuve, lors des travaux de rénovation de la maison des Dioscures ; l'œuvre était placée, avant son détachement lors des explorations des Bourbons, sur le mur sud d'un cubiculum, et complétée par une autre fresque du même thème, et un panneau central représentant Achille à Skyros.
Sur un fond bleu, deux personnages sont peints de profil, un satyre qui, de son bras gauche, entoure la taille d'une Ménade, la soutenant dans son vol, presque comme s'il voulait commencer une danse ; le satyre a une couronne de feuilles de vigne sur la tête et tient d'une main, tandis que l'autre extrémité est nouée sur une épaule, un tissu rempli de fruits. La Ménade est nue avec une robe flottante violette et bleue qui ne couvre que ses jambes : cette robe est également en partie visible derrière la tête de la femme qui, mue par le vent, semble créer une sorte de voile.